# Wetterindex

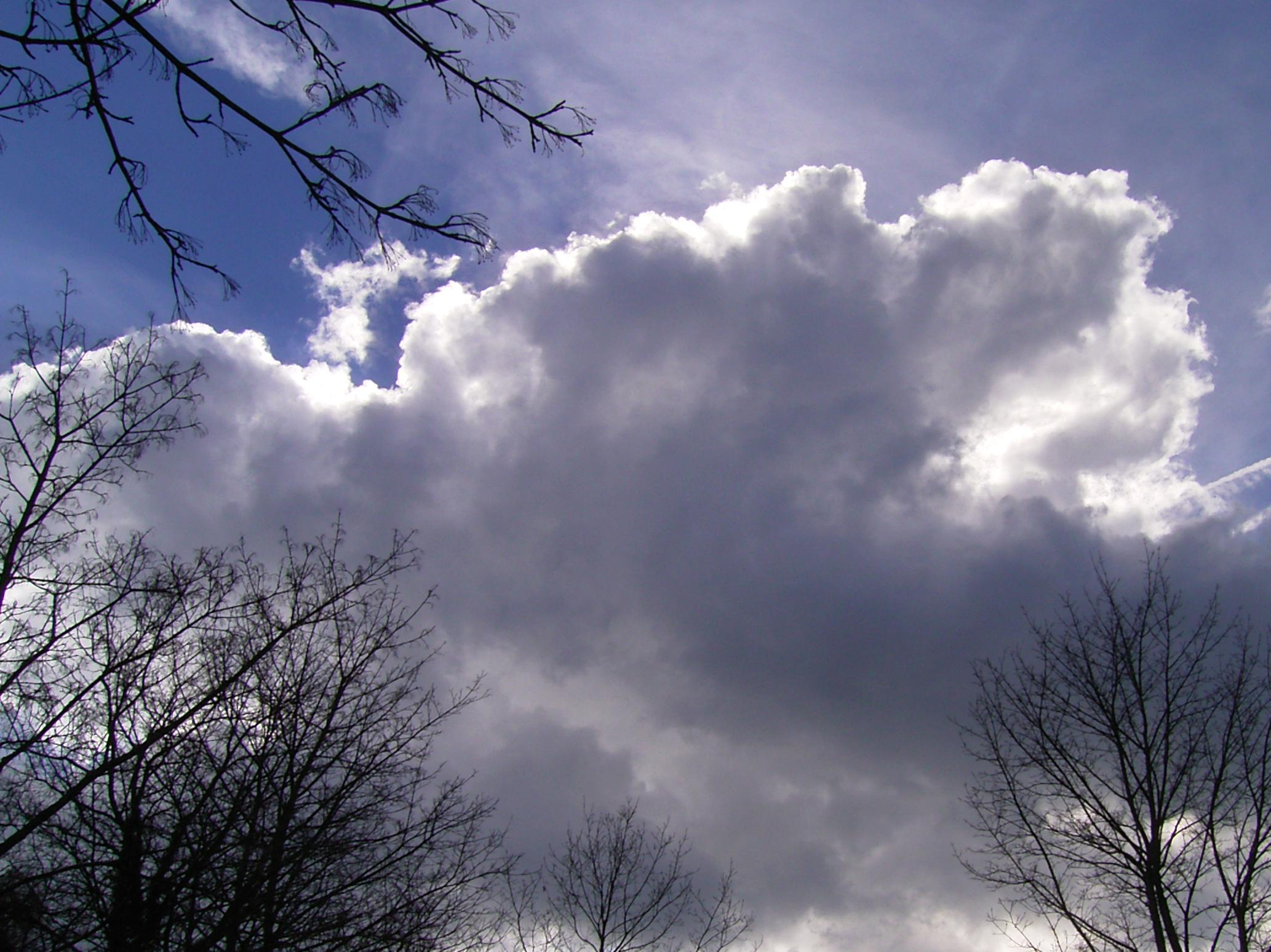
"Aprilwetter" – Wetterindices sind häufig die Basiswerte von Instrumenten wie Wetterderivaten

Als Wetterindex bezeichnet man eine vereinheitlichte und kontinuierliche Aufzeichnung von Wetterwerten wie Temperatur, Niederschlagsmenge, Luftfeuchtigkeit, Windgeschwindigkeit und ähnlicher Wetterwerte.
Wetterindices haben häufig eine ähnliche Funktion wie Aktienindices. So stellen sie beispielsweise den Basiswert für solche Finanzinstrumente wie Optionen und Futures, die standardisiert an Börsen wie der Chicago Mercantile Exchange (CME) gehandelt werden. Die dort gehandelten Wetterderivate, wie diese Instrumente übergreifend genannt werden, beziehen sich häufig auf die Werte einer Wetterstation. Angeboten werden von der CME Kontrakte, die als Basiswerte die durchschnittlich gemessenen monatlichen Wetterindices von Wetterstationen in Atlanta, Chicago, Cincinnati, Dallas, Des Moines, Las Vegas, New York, Philadelphia, Portland oder Tucson haben können.
Am europäischen Finanzmarkt werden Wetterderivate an der Eurex in Zürich und an der LIFFE in London gehandelt.